# إليزابيث برادلي (أكاديمية)
إليزابيث برادلي (بالإنجليزية: Elizabeth Bradley)‏ هي أكاديمية أمريكية، ولدت في 1955.